# Цербе-Несина, Валентина Адамовна
Валентина Адамовна Цербе-Несина (укр. Валентина Адамівна Цербе-Несіна; род. 8 января 1969 года, село Полесское (Коростенский район), УССР, СССР) — украинская биатлонистка, бронзовый призёр Олимпийских игр 1994 года в спринте, двукратный бронзовый призёр чемпионатов мира, чемпионка Украины, победительница этапов Кубка мира, заслуженный мастер спорта Украины. Обладательница первой олимпийской медали современности для сборной Украины.
Вице-президент частной футбольной школы, депутат горсовета[уточнить].
Награждена орденом княгини Ольги III степени .